# Arrojadoa olsthoorniana
Arrojadoa olsthoorniana es una especie de planta suculenta perteneciente al género Arrojadoa, dentro de la familia Cactaceae. Es endémica del nordeste de Brasil.

## Descripción
Arrojadoa olsthoorniana es una especie de cactus que crece individualmente (solitario) en forma columnar, con tallos verdes y delgados. 
Las flores son de color rosa púrpura oscuro y miden hasta 3 cm, y suelen aparecer en grupos de 6 a 8 flores.

## Distribución y hábitat
El área de distribución nativa de esta especie es Brasil (concretamente del sur del estado de Bahía) y que crece principalmente en el bioma tropical estacionalmente seco.

## Taxonomía
Fue descrita por Andreas Hofacker, Marlon Cámara Machado y Rodrigo Carrea Pontes y publicada por primera vez en la revista científica Kakteen und andere Sukkulenten 72: 306 en 2021.

Etimología
- Arrojadoa: nombre genérico que fue otorgado en honor al brasileño Miguel Arrojado Lisboa, superintendente de los Ferrocarriles de Brasil en la época en que Britton y Rose describieron el género en 1920.
- olsthoorniana: epíteto específico otorgado en honor a Gerardus Olsthoorn, muy relacionado con la especie.[3]

## Usos
Aunque se cultiva principalmente como planta ornamental, es complicado encontrarla en las colecciones.